# اچ‌ام‌اس دلایت (دی۱۱۹)
اچ‌ام‌اس دلایت (دی۱۱۹) (به انگلیسی: HMS Delight (D119)) یک کشتی بود که طول آن ۳۹۰ فوت (۱۲۰ متر) بود. این کشتی در سال ۱۹۵۰ ساخته شد.